# ناحية شيخ الحديد
ناحية شيخ الحديد إحدى نواحي سوريا تتبع إداريّاً لمحافظة حلب منطقة عفرين ومركزها بلدة شيخ الحديد، بلغ تعداد سكان الناحية 13,871 نسمة حسب التعداد السكاني لعام 2004.

## بلدات وقرى ناحية شيخ الحديد
أنقلة، درمش (درمشكانلي)، خزفية (قرة متلق)، مغار (مغار جق)، المزينة (أرندة)، مستكان، شيخ الحديد، سنارة، تل الثعالب (شيخ جقاللي)، وادي الثعالب (جقال تحتاني)، السهلية، الصاتي، الوردية، بوزيو (بازيه)